# محطة قطار نيو كلي
محطة قطار نيو كلي (بالإنجليزية: New Clee railway station)‏‏ هي محطة قطار في المملكة المتحدة، تُشغلها قطارات إيست ميدلاند. افتُتحت هذه المحطة في 1875، ويبلغ عدد مسارات أرصفتها 1.